# Шалансон (Ардеш)
Шалансон (фр. Chalencon) насеље је и општина у источној Француској у региону Рона-Алпи, у департману Ардеш која припада префектури Турнон сир Рон.
По подацима из 2011. године у општини је живело 315 становника, а густина насељености је износила 33,37 становника/km². Општина се простире на површини од 9,44 km². Налази се на средњој надморској висини од 657 метара (максималној 867 m, а минималној 259 m).

## Демографија
| 1962. | 1968. | 1975. | 1982. | 1990. | 1999. | 2011. |
| ----- | ----- | ----- | ----- | ----- | ----- | ----- |
| 419   | 474   | 314   | 320   | 309   | 303   | 315   |

График промене броја становника у току последњих година